# متحف جاك مارشايس للفن التبتي
متحف جاك مارشايس للفن التبتي هو متحف يقع في منارة هيل السكنية في اجبرتفيل، جزيرة ستاتن، مدينة نيويورك. فهي موطن لواحدة من أكثر مجموعات القطع الأثرية في الهيمالايا شمولاً في الولايات المتحدة. تم إنشاء المتحف من قبل جاك مارشايس، امرأة أمريكية (1887-1948)، ليكون بمثابة جسر بين الغرب والتقاليد القديمة والثقافية الغنية في التبت ومنطقة الهيمالايا. صمّمت مارشايس مركزها التعليمي ليكون تجربة شاملة: تم بناؤه ليشبه ديرًا ريفيًا في جبال الهيمالايا مع حدائق وأراضي مدرجات واسعة وبركة أسماك ولوتس. أشاد الدالاي لاما الذي زار المتحف في عام 1991 بأصالته. في عام 2009، تم إدراج الموقع في سجل ولاية نيويورك والسجل الوطني للأماكن التاريخية. أشارت كاتبة في صحيفة نيويورك تايمز إلى مؤسسة المتحف تحت اسم جاكلين كلاوبر، مشيرة إلى أنها استخدمت مارشايس كاسمها المهني.

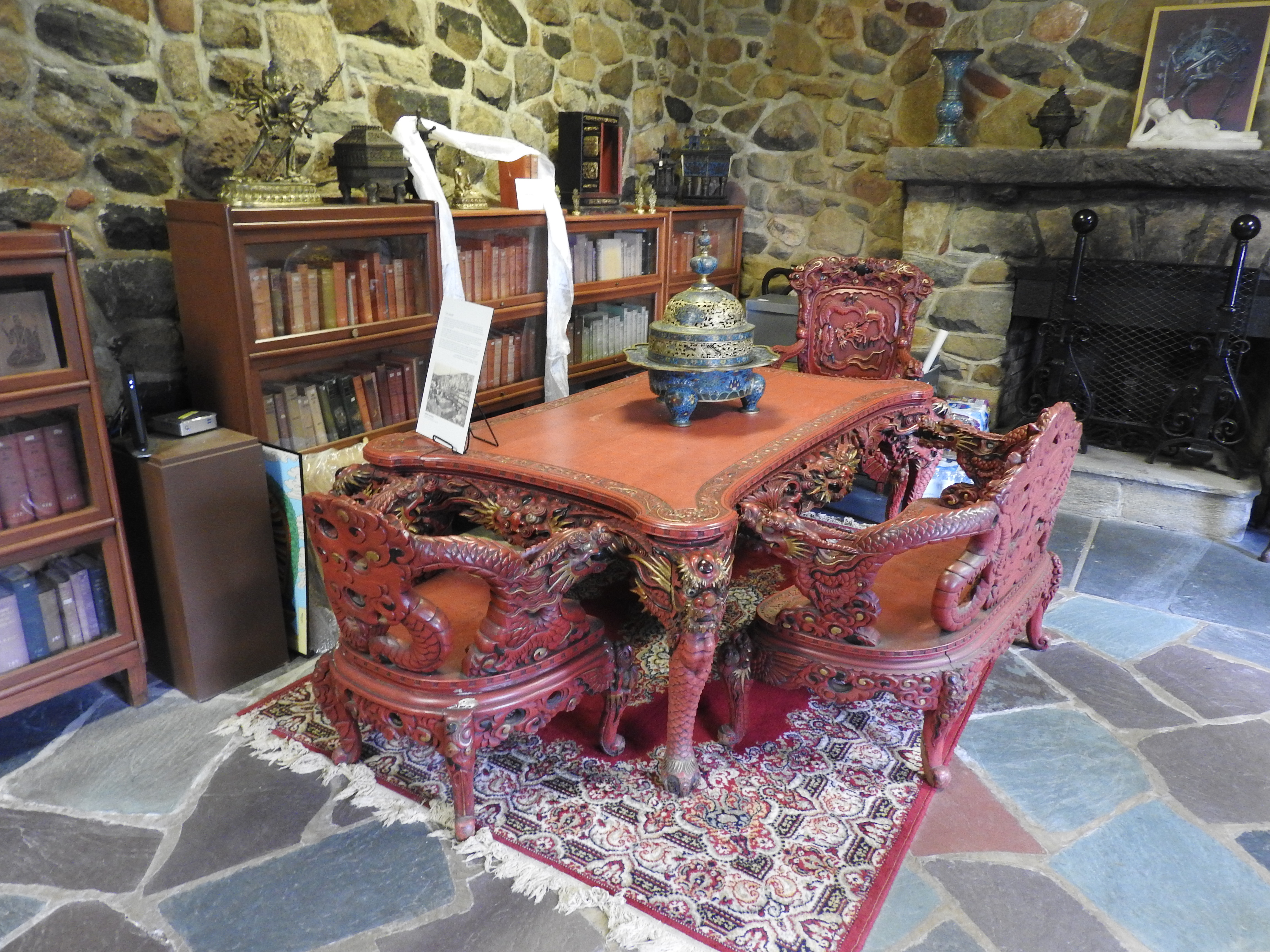
طاولة المكتب

ولدت جاك مارشايس كوبلنتز عام 1887 في سينسيناتي بولاية أوهايو. بعد مسيرتها المهنية كممثلة طفلة في شيكاغو، ذهبت إلى بوسطن وتزوجت في سن 16، وأنجبت ثلاثة أطفال، وطلقت عام 1910. بعد زواج ثانٍ قصير، انتقلت إلى مدينة نيويورك، وعادت إلى التمثيل، وارتبطت بأشخاص مهتمين بالديانات الشرقية والبوذية. حوالي عام 1920 تزوجت من صاحب مصنع كيميائي وعاشوا في جزيرة ستاتن الريفية. هناك، بدأت في الجمع. افتتحت معرضًا فنيًا في مانهاتن في عام 1938. وفي عام 1945، افتتحت مكتبة أبحاث بجوار منزلها في جزيرة ستاتن.
لم تزر مارشايس التبت أو جبال الهيمالايا أبدًا، لكنها كانت مهتمة طوال حياتها بالمنطقة وسَعت إلى إيجاد منزل دائم لمجموعتها. تم افتتاح المتحف رسميًا عام 1947. تم تأريخ المتحف ومجموعته وتاريخه في جزيرة ستاتن في كتاب يحمل نفس الاسم وفي معرض الذكرى الستين.
لم يتمكن المتحف من الاستفادة من مبادرة قسم النقل لجذب حركة المرور إلى المنظمات الثقافية في البلدة من خلال برنامج لافتات جديد لأنه يفتقر إلى موقف سيارات مخصص  وعلى هذا النحو فإنه يظل مخفيًا إلى حد ما بين المنظمات الثقافية في مدينة نيويورك. ومع ذلك، فإن نوادي الدراجات، مع وجود مواقف أسهل، تجعلها وجهة.

## روابط خارجية
- الموقع الرسمي

قالب:National Register of Historic Places in New York